# Alejandro de Vivanco
Alejandro de Vivanco González fue un militar y político peruano.
Fue elegido como el primer senador por Madre de Dios, ejerciendo ese cargo entre 1913 y 1918. Paralelamente ocupó el cargo de diputado por la provincia de Tahuamanu. Tras el golpe de Estado impulsado por Augusto B. Leguía en 1919, fue elegido senador por el mismo departamento de Madre de Dios en la Asamblea constituyente de ese año que otorgó la Constitución Política de 1920. Luego, entre 1919 y 1924 se mantuvo como senador ordinario representando al mismo departamento!1919.  En 1923 fue reconocido por el Congreso del Perú con el grado de Teniente Coronel de Artillería tras más de 27 años de servicios.